# Список депутатов законодательной палаты Олий Мажлиса Узбекистана (2019—2024)
Список депутатов Законодательной палаты Олий Мажлиса Республики Узбекистан IV созыва, избранных на парламентских выборах в 2019—2020 годах.

## Либерально-демократическая партия Узбекистана
| ФИО                                 | Номер округа | Округ           |
| ----------------------------------- | ------------ | --------------- |
| Абдиев, Гайрат Эргашевич            | 70           | Ургутский       |
| Абдувалиев, Нодиржон Рахматжонович  | 89           | Букинский       |
| Алдамуратов, Бахытбай Умирзакович   | 6            | Чимбайский      |
| Аслонов, Абдулло Убайдуллоевич      | 68           | Самаркандский   |
| Аслонова, Эмма Сергеевна            | 25           | Шохрудский      |
| Ахмадалиев, Тахир Мухтарович        | 20           | Чинабадский     |
| Ахмедов, Дурбек Кудратиллаевич      | 139          | Актепинский     |
| Баратова, Мадина Хасановна          | 23           | Бухарский       |
| Бафаев, Шухрат Гафурович            | 30           | Гиждуванский    |
| Бекмуродов, Бобур Мансурович        | 126          | Бешкентский     |
| Ганиев, Дониёр Авазович             | 110          | Маргиланский    |
| Гиёсов, Сардорбек Минубиллаевич     | 55           | Мингбулакский   |
| Жалолов, Зафаржон Сайфитдинович     | 85           | Сарыасийский    |
| Жумаев, Нодир Хосиятович            | 150          | Шайхантохурский |
| Закирова, Умидахон Ахмаджановна     | 9            | Андижанский     |
| Захидов, Эркин Агзамович            | 140          | Дарханский      |
| Ибрагимов, Мухтар Мамутович         | 5            | Ходжейлийский   |
| Ибрагимова, Мавлудахон Кахрамоновна | 105          | Бувайдинский    |
| Каримов, Тулкинжон Пайзиевич        | 14           | Мархаматский    |
| Кодиров, Бегали Якубович            | 10           | Алтынкульский   |
| Кутлимуратова, Нигора Машариповна   | 120          | Хазараспский    |
| Кушербаев, Расул Хидралиевич        | 95           | Чиназский       |
| Мамутов, Равшан Аминаддинович       | 2            | Турткульский    |
| Мардаев, Ботир Хуррамович           | 78           | Термезский      |
| Мирзаалиев, Икболжон Мирзакаримович | 114          | Кувинский       |
| Мирзамова, Барнохон Косимбаевна     | 49           | Уйчинский       |
| Мураткабилов, Вахобжон Абдуганиевич | 64           | Нарпайский      |
| Назиркулов, Атхам Ахаткулович       | 92           | Алмалыкский     |
| Нигматова, Феруза Йулдошевна        | 35           | Галляаральский  |
| Отахонова, Одинахон Иномовна        | 12           | Шахриханский    |
| Пак, Виктор Николаевич              | 94           | Нурафшонский    |
| Рахмоналиев, Бахром Маъруфжонович   | 108          | Алтыарыкский    |
| Ризаев, Навруз Ибодуллаевич         | 71           | Каратепинский   |
| Рузметов, Абдулла Садуллаевич       | 117          | Ургенчский      |
| Салихов, Эркин Тагирович            | 58           | Акдарьинский    |
| Саматов, Фахриддин Валижонович      | 79           | Джаркурганский  |
| Султонов, Нуриддин Абдухамидович    | 52           | Чустский        |
| Тулегенова, Акшагул Абуевна         | 40           | Зарафшанский    |
| Туразода, Батирбек Бектурди угли    | 118          | Багатский       |
| Усманова, Дилбар Саидмахмудовна     | 97           | Кибрайский      |
| Файзиева, Дилором Хуснитдиновна     | 145          | Бадамзарский    |
| Хаитов, Актам Ахмадович             | 136          | Дехканабадский  |
| Хамидуллаев, Санжар Асатуллаевич    | 148          | Кукчинский      |
| Ходжаева, Мавлудахон Исламовна      | 102          | Яйпанский       |
| Холмахаматова, Шахноза Бахтиёр кизи | 134          | Яккабагский     |
| Худайбердиев, Зафар Рахимович       | 54           | Нарынский       |
| Худоярова, Гульшана Бердиназаровна  | 129          | Касанский       |
| Хужамкулов, Хазраткул Абдикодирович | 76           | Шерабадский     |
| Шадманов, Адхам Хурсанбаевич        | 56           | Регистанский    |
| Шарафутдинов, Шухрат Хурсанович     | 100          | Бешарыкский     |
| Эргашев, Жавлонбек Хасанович        | 16           | Пахтаабадский   |
| Эргашев, Кахрамон Файзуллаевич      | 131          | Китабский       |
| Эрназаров, Комилжон Юлдашалиевич    | 73           | Сайхунский      |

## Демократическая партия Узбекистана «Миллий тикланиш»
| ФИО                                | Номер округа | Округ           |
| ---------------------------------- | ------------ | --------------- |
| Абдиримов, Зафар Атаназарович      | 119          | Гурленский      |
| Абдуллаев, Илхом Зоирович          | 146          | Астрабадский    |
| Абдурасулов, Жахонгир Абдувалиевич | 13           | Асакинский      |
| Акрамов, Абдумалик Абдумуталович   | 47           | Папский         |
| Арипов, Даврон Рахимович           | 88           | Бекабадский     |
| Атоджонов, Джумонозор Азодович     | 122          | Хивинский       |
| Ахмедова, Муборак Марксовна        | 124          | Кошкупырский    |
| Ашматов, Фарходбек Бурхонжонович   | 11           | Бозский         |
| Бекатова, Зумрад Рахимбаевна       | 4            | Амударьинский   |
| Бутаева, Фарида Кузиевна           | 104          | Учкуприкский    |
| Ганиев, Ахмаджон Уринбоевич        | 116          | Навбахорский    |
| Джумамуратов, Руслан Танатарович   | 1            | Нукусский       |
| Досмухамедов, Хуршид Набиевич      | 142          | Каракамышский   |
| Жабборов, Умид Рахмонович          | 111          | Ферганский      |
| Зайниев, Фарход Нуритдинович       | 125          | Каршинский      |
| Исламов, Уктам Шукуруллаевич       | 41           | Хатирчинский    |
| Кадыров, Алишер Келдиевич          | 36           | Пахтакорский    |
| Косимов, Жамшид Нортожиевич        | 127          | Камашинский     |
| Кулматов, Шерзод Дустмуратович     | 72           | Гулистанский    |
| Мамажонов, Жахонгир Дехконович     | 115          | Кувасайский     |
| Маниязов, Бахтияр Камилович        | 15           | Ходжаабадский   |
| Муратова, Турсиной Каримжановна    | 17           | Кургантепинский |
| Рахимов, Шерзод Абдухалилович      | 109          | Куштепинский    |
| Рахмонова, Умида Эркиновна         | 24           | Каганский       |
| Сабиров, Назир Нажметдинович       | 28           | Пайкентский     |
| Саидов, Акмаль Холматович          | 130          | Касбинский      |
| Сафаров, Гайрат Шавкатович         | 77           | Ангорский       |
| Таджиев, Одилжон Патихджонович     | 93           | Паркентский     |
| Тилаволдиев, Нодирбек Хакимович    | 113          | Ташлакский      |
| Тожиев, Козимжон Уктамович         | 42           | Нуратинский     |
| Тулабоев, Азамжон Курбонович       | 81           | Кумкурганский   |
| Тухташев, Шерзод Азимович          | 62           | Иштиханский     |
| Хамраев, Алишер Шоназарович        | 69           | Тайлякский      |
| Хусанова, Мухтабар Акбаровна       | 144          | Домбрабадский   |
| Ширинов, Джахангир Джаббарович     | 27           | Варахшинский    |
| Эшмурзаев, Бекмирза Хошимович      | 61           | Кошрабатский    |

## Социал-демократическая партия Узбекистана «Адолат»
| ФИО                                 | Номер округа | Округ           |
| ----------------------------------- | ------------ | --------------- |
| Абдиева, Музафара                   | 67           | Пастдаргомский  |
| Абдуллаева, Ойдин Утамурадовна      | 141          | Темирйулчинский |
| Агзамова, Гульрух Анваровна         | 149          | Куйлюкский      |
| Адхамжонова, Мавлудахон Хамзаевна   | 19           | Хортумский      |
| Борисова, Елена Михайловна          | 147          | Тукимачинский   |
| Бурханов, Акмал Эшондедаевич        | 48           | Туракурганский  |
| Валиев, Мухаммад Шералиевич         | 103          | Кокандский      |
| Джанибекова, Нодира Абдусаломовна   | 74           | Янгиерский      |
| Джураев, Кодир Асадович             | 31           | Вобкентский     |
| Ибрагимова, Зухра Аметовна          | 3            | Элликкалинский  |
| Исмаилов, Дилмурод Махмудович       | 43           | Дустликский     |
| Компольщик, Елена Александровна     | 57           | Согдианский     |
| Коржикова, Инна Ивановна            | 38           | Навоийский      |
| Кудратов, Иномжон Саттаркулович     | 75           | Баяутский       |
| Курбонбоев, Максуд Комилович        | 121          | Ханкинский      |
| Маъмирова, Олтиной Туланбоевна      | 22           | Джалакудукский  |
| Полванов, Шухрат Тагаймуратович     | 66           | Нурабадский     |
| Сайдганиева, Гулбахор Шарабидиновна | 106          | Багдадский      |
| Умаров, Нариман Маджитович          | 82           | Шурчинский      |
| Умиров, Абдугани Эргашевич          | 128          | Нишанский       |
| Халбаева, Дилрабо Джурабековна      | 98           | Янгиюльский     |
| Хамзаев, Дилшод Баймуродович        | 135          | Гузарский       |
| Хушвактова, Махфурат Джаббаровна    | 137          | Мубарекский     |
| Чориев, Таваккал Равшанович         | 26           | Ибн Сино        |

## Народно-демократическая партия Узбекистана
| ФИО                                | Номер округа | Округ             |
| ---------------------------------- | ------------ | ----------------- |
| Абдуллаева, Ойбарчин Бекмуратовна  | 83           | Алтынсайский      |
| Акрамова, Зулайхо Абдуразаковна    | 33           | Дустликский       |
| Бабенко, Елена Владимировна        | 21           | Истиклолский      |
| Буранов, Шербек Эркинович          | 65           | Зиявуддинский     |
| Варисова, Максуда Азизовна         | 91           | Зангиатинский     |
| Вафаев, Улугбек Назарович          | 60           | Пайарыкский       |
| Имомова, Дилором Неъматовна        | 133          | Шахрисабзский     |
| Иноятов, Улугбек Ильясович         | 53           | Янгикурганский    |
| Исмоилов, Нурдинжон Муйдинханович  | 50           | Учкурганский      |
| Косимова, Кизилгул Эрматовна       | 90           | Бостанлыкский     |
| Мамаджанова, Дилбархон Рахматовна  | 112          | Воадильский       |
| Назаров, Шарофиддин Хакимович      | 138          | Кукдалинский      |
| Остонов, Сафар Остонович           | 63           | Каттакурганский   |
| Рахмонов, Шерзод Толибович         | 29           | Жилвонский        |
| Темиров, Анвархон Абдулазизханович | 46           | Касансайский      |
| Тургунова, Шохиста Мухаммаджоновна | 51           | Чартакский        |
| Уразалиева, Мукаддас Уктамовна     | 34           | Зааминский        |
| Уразбоев, Урал Камолович           | 37           | Шараф-Рашидовский |
| Уринбоев, Аваз Рустамович          | 107          | Риштанский        |
| Хасанова, Мавжуда Ганиевна         | 86           | Узунский          |
| Шадиева, Зухра Турсуновна          | 99           | Дустабадский      |
| Шарипов, Фирдавс Холназарович      | 84           | Денауский         |

## Экологическая партия Узбекистана
| ФИО                                  | Номер округа | Округ          |
| ------------------------------------ | ------------ | -------------- |
| Абдухалимов, Шухрат Абдухалимович    | 59           | Булунгурский   |
| Алиханов, Борий Батырович            | 39           | Кизилтепинский |
| Аминов, Носиржон Хасанбаевич         | 87           | Ангренский     |
| Бегматов, Равшанбек Бердалиевич      | 101          | Дангаринский   |
| Гаппоров, Хайрилло Лутпиллаевич      | 45           | Ташбулакский   |
| Жуманиёзов, Камол Комилович          | 123          | Шаватский      |
| Курбонов, Абдурахим Эшонкулович      | 80           | Кизирыкский    |
| Литвинова, Ольга Ивановна            | 143          | Санаатский     |
| Сейтова, Лейли Пулатовна             | 8            | Акмангитский   |
| Тиркашева, Мукаддас Бахромовна       | 32           | Джизакский     |
| Ходжаева, Мохира Мирзахмадовна       | 96           | Чирчикский     |
| Ходжиматов, Мухтор Убайдуллаевич     | 44           | Сардабский     |
| Хожаназаров, Турганбай Жумамуратович | 7            | Аральский      |
| Хушвактов, Ислом Нортошевич          | 132          | Чиракчинский   |
| Юсупов, Наврузбек Мукимжонович       | 18           | Избосканский   |